# API
Una API (del inglés, application programming interface, en español, interfaz de programación de aplicaciones) es una pieza de código que permite a dos aplicaciones comunicarse entre sí para compartir información y funcionalidades. Se usan generalmente en bibliotecas de programación.
Por ejemplo, si se tiene una app de recetas en un teléfono móvil y al operar esta app se hace una búsqueda, se puede utilizar una API para que esta aplicación se comunique con el sitio web de recetas, solicite las recetas que cumplen con los criterios de búsqueda, retorne los resultados y posteriormente tras seleccionar el usuario la receta deseada, solicite y realice la descarga de la misma.
De este modo, una API es un puente para conectar diferentes aplicaciones y hacer que trabajen de manera más eficiente y efectiva.

## Características
Una API representa la capacidad de comunicación entre componentes de software. Se trata del conjunto de llamadas a ciertas bibliotecas que ofrecen acceso a ciertos servicios desde los procesos y representa un método para conseguir abstracción en la programación, generalmente (aunque no necesariamente) entre los niveles o capas inferiores y los superiores del software. Uno de los principales propósitos de una API consiste en proporcionar un conjunto de funciones de uso general, por ejemplo, para dibujar ventanas o iconos en la pantalla. De esta forma, los programadores se benefician de las ventajas de las API haciendo uso de su funcionalidad, evitándose el trabajo de programar todo desde el principio. Las API asimismo son abstractas: el software que proporciona una cierta API generalmente es llamado la implementación de esa API.
Por ejemplo, se puede ver la tarea de escribir "Hola Mundo" sobre la pantalla en diferentes niveles de abstracción:
1. Haciendo todo el trabajo desde el principio:
  1. Traza, sobre papel milimetrado, la forma de las letras (y espacio) "H, o, l, a, M, u, n, d, o".
  2. Crea una matriz de cuadrados negros y blancos que se asemeje a la sucesión de letras.
  3. Mediante instrucciones en ensamblador, escribe la información de la matriz en la memoria intermedia (búfer) de pantalla.
  4. Mediante la instrucción adecuada, haz que la tarjeta gráfica realice el volcado de esa información sobre la pantalla.
2. Por medio de un sistema operativo para hacer parte del trabajo:
  1. Carga una fuente tipográfica proporcionada por el sistema operativo.
  2. Haz que el sistema operativo borre la pantalla.
  3. Haz que el sistema operativo dibuje el texto "Hola Mundo" usando la fuente cargada.
3. Usando una aplicación (que a su vez usa el sistema operativo) para realizar la mayor parte del trabajo:
  1. Escribe un documento HTML con las palabras "Hola Mundo" para que un navegador web como Firefox, Chrome, Opera, Safari, Midori, Iceweasel, Web o Microsoft Edge pueda representarlo en el monitor.

Como se puede ver, la primera opción requiere más pasos, cada uno de los cuales es mucho más complicado que los pasos de las opciones siguientes. Además, no resulta nada práctico usar el primer planteamiento para representar una gran cantidad de información, como un artículo enciclopédico sobre la pantalla, mientras que el segundo enfoque simplifica la tarea eliminando un paso y haciendo el resto más sencillos, y la tercera forma simplemente requiere escribir "Hola Mundo". Sin embargo, las API de alto nivel generalmente pierden flexibilidad; por ejemplo, resulta mucho más difícil en un navegador web hacer girar texto alrededor de un punto con un contorno parpadeante, que programarlo a bajo nivel. Al elegir usar una API se debe llegar a un cierto equilibrio entre su potencia, simplicidad y pérdida de flexibilidad.

## Ejemplos de interfaces de programación
- CORBA (Common Object Request Broker Architecture)
- Drupal API
- Glibc
- Microsoft Win32 API
- Microsoft WMI
- ASPI, interfaz de software para asistir a dispositivos de bus SCSI
- The Carbon APIs for the Apple Macintosh Mac OS X
- Symfony para PHP
- DirectX
- OpenGL
- La Plataforma de WhatsApp Business de Meta Platforms, la cual usa como base la app de mensajeria más popular del mundo.